# اتساق الموقف والسلوك
اتّساق الموقف والسلوك (بالإنجليزية: Attitude-behavior consistency)‏ يعني ثبات مواقف الشخص نتيجةً لثبات سلوكه، لكن هذا ليس صحيحًا كليًا. فحقيقة اختلاف مواقف الأشخاص التي تعكسها ردود فعلهم المتضاربة قد يفاجئ الباحثين المستجدين في العلوم الاجتماعية والسلوكية، لكنها حقيقة في غاية الأهمية، إذ غالبًا ما تؤخذ الحقائق على أنها تعنى بتصرفات الأشخاص بينما حقيقة الأمر هي بأنها قد تعنى أيضًا بكلامهم. من الأسهل أحيانًا أن تجرى المقابلات والاستقصاءات الإحصائية بدلًا من الاحتفاظ بسجلات سلوكات الأشخاص في المواقف. بعض السلوكات، كالاقتراع مثلًا، تكون في حالة اتّساق قياسية مع سلوك الفرد في بعض الأحيان. من الممكن في هذه الحالات الحصول على تقديرات دقيقة للسلوك. بجميع الأحوال، لا توجد منهجية عامة مُتفق عليها حول اتّساق الموقف والسلوك.

## تطبيقات منهجية البحث
يعدّ مفهوم اتّساق الموقف والسلوك مفهومًا هامًا للبحث العلمي الاجتماعي، وذلك لكثرة الادّعاءات المعنية بالسلوك والتي تستند إلى أدلة متعلقة بالسلوك. تظهر المغالطات عند استخدام البيانات اللفظية لدعم الادعاءات حول ما يؤمن به البعض أو يقولونه لا فقط المعنية بتصرفاتهم وأفعالهم. تُعرَّض طرق جمع البيانات المستندة إلى التقارير الذاتية كالاستقصاءات الرياضية والمقابلات للوقوع في المغالطات السلوكية عند محاولة تقييم السلوك وتوصيف عدم اتّساق المواقف مقارنة بالسلوك.
تتجنّب الطرق البحثية التي تهتم بدراسة السلوكات المغالطات السلوكية باعتبارها مسألة طبيعية. ومع ذلك، تُواجه دراسة بعض السلوكات صعوبات عديدة ومختلفة. يتيح وصف الأعراق البشرية الحصول على ملاحظات ووصف غني للسلوك ويفسح المجال للمقارنة بين السلوك والموقف. لسوء الحظ، لا يمكن استخدام بيانات وصف الأعراق البشرية للتوصل إلى استنتاجات إحصائية يمكن تعميمها حول السلوك. يقع خبراء وصف الأعراق البشرية أيضًا في بعض المغالطات السلوكية عند اعتمادهم على الاقتباسات بصفتها أدلة على السلوك. تسمح التجارب المختبرية بدراسة السلوك ضمن الحدود التي يضعها وضع المختبر. يُسهّل البحث في شبكات الإنترنت دراسة عدد كبير من السلوكات التي يمكن اقتفاء أثرها. قد تسمح البيانات المأخوذة من إنترنت الأشياء وأجهزة الاستشعار التي تُسجّل السلوك عبر تحديد الموقع مثلًا بقياس سلوكات مختلفة بعيدًا عن المغالطات السلوكية. قد يكون من الصعب دراسة بعض أنواع السلوكات من دون إجراء المقابلات أو الاستقصاء الرياضي. بينما تكون هذه المعارف التي نحصل عليها بهذه الطرق ذات فائدة، إنما تبقى إمكانية عدم الاتّساق بين السلوك والمواقف المسجلة بهذه الطريقة مصدرًا يدعو للقلق.
تساهم الطرق التي تقيّدها قدرتها على قياس السلوك في وضع وتفسير المفاهيم الهامة المتعلقة باتّساق الموقف والسلوك. ما يتضمن كيفية التوصل إلى المعاني وأهمية الأحداث والأحاسيس والإيحاءات والإيماءات والتمثيل والآراء بالنسبة للأفراد.

## أمثلة
- سأل ريتشارد لابيير في ثلاثينات القرن العشرين 251 شخصًا من مالكي الفنادق عن استعدادهم لتقديم خدماتهم لنزلاء صينيين، فوجد أن شخصًا واحدًا فقط أجاب بالموافقة. ومع ذلك، وجد أنهم لم يرفضوا خدمة زوجين صينيين نزلوا في الفنادق إلا مرة واحدة.[3]
- يقرّ الأميركيون بالذهاب إلى الكنيسة ضعف عدد المرات الفعلية لزيارتهم. بينما تتطابق اعترافات الأوروبيين بمرات ذهابهم للكنيسة مع عدد المرات الفعلية لزياراتهم.[4]
- يُبدي معظم الموظفين في تقارير بيانات الحسابات استعدادهم لإجراء مقابلات عمل للمدانين السابقين من ذوي البشرة السوداء، لكن عندما يحين وقت إجراء مقابلات مع من وافق هذه المواصفات بدوا غير مستعدين إطلاقًا.[1]
- بسؤال بعض الأشخاص عند إجراء بعض المقابلات عن كمية الطعام التي يتناولوها، ظهر أنهم يعتقدون بأنها كميات أقل من الواقع.[5]

## أوجه الاختلاف بين الموقف والسلوك

### القبول الاجتماعي
تكون التقارير التي تتناول السلوك والموقف عرضةً للتأثر بمدى قبولها في المجتمع. حتى في الحالات التي يبقى فيها (المستجيبون) مجهولي الهوية، يقلّ احتمال تمييز السلوكات غير المرغوبة. وعلى العكس من ذلك، فإنهم قد يكونون أكثر عرضةً للإبلاغ عن السلوكات المرغوب بها. يؤدي الانحياز الناتج عن القبول الاجتماعي إلى عدم الاتّساق بين السلوك والمواقف. فعلى الرغم من ملاقاة السلوكات المرغوبة بمواقف إيجابية، لا يطبق الأشخاص هذه السلوكات تمامًا. تُعد الدراسات التي تقدم ادّعاءات حول السلوكات اعتمادًا على تقارير معينة تعنى بالسلوكات المقبولة اجتماعيًا أكثر حساسية وعرضة للمغالطات السلوكية. على الرغم من شيوع استخدام توجيه الأسئلة غير المباشر بين الباحثين في الاستقصاءات الرياضية، إنما يبقى له أثر في تخفيف حدة الانحياز الناتج عن القبول الاجتماعي. يختلف الناس في تحديد أي المواقف هي الأكثر قبولًا اجتماعيًا. علاوة على ذلك، قد تكون هذه المواقف ظرفية (انظر للأسفل)، ما يؤدي إلى تنوعها من حالة لأخرى. وبناء على ذلك، فإن الطرق التي توجّه المواقف تبعًا للقبول الاجتماعي قد تكون مثيرة للاهتمام كموضع دراسة. وهكذا، فإن القبول الاجتماعي قد لا يُبطل قياسات العوامل الداخلية، مثل الشخصية، بالطريقة ذاتها التي تُلغي دراسات السلوك.

### السلوكات والمواقف الظرفية
يختلف سلوك الشخص وموقفه من موقف إلى آخر. قد تختلف السلوكات كما يحدث عندما يقوم شخص نادرًا ما يحرّر ويكيبيديا بذلك من أجل موضوع دراسي ما. وتختلف المواقف أيضًا من حالة إلى أخرى. قد لا يوافق طالب جامعي على تناول المشروب، إلا إذا أصبح ذلك مقبولًا اجتماعيًا، إذ يقوم به بهدف الانخراط والاحتفال مع زملائه. في بعض الأحيان قد ترتبط المواقف والسلوك؛ بهدف الحدّ من التنافر المعرفي، ولكن لا ينبغي لهذا أن يكون الحال.
الوعي أو الإدراك
يمكن تكوين انطباع أولي بسهولة أكبر بكثير من تحديد المواقف المتعلقة بموضوع حسّي قابل للتغير. من المرجح أن يؤثر ما ندعوه بـ«الوعي اللاشعوري» في الانطباعات الأولية أكثر من أن يؤدي إلى تغيير ما.